# H. G. 웰스
허버트 조지 웰스(Herbert George Wells, 1866년 9월 21일 ~ 1946년 8월 13일)는 과학 소설로 유명한 영국의 소설가이자 문명 비평가이다. 또한 역사, 정치, 사회에 대한 여러 장르에도 다양한 작품을 남겼다. 쥘 베른, 휴고 건스백과 함께 '과학 소설의 아버지'로 불린다. 《타임머신》, 《투명인간 (소설)》 등 과학 소설 100여 편을 썼다.
집안이 가난하여 독학으로 대학을 졸업하였다. 초기에는 생물학을 공부하였고 다윈주의적인 맥락에서 인종문제를 고찰하였으나 그의 후기 작품은 점차 정치적이면서 설교적인 색채를 띄어갔다. 후기에는 과학소설을 거의 집필하지 않았다. 몇몇 작품들은 중산층의 삶을 묘사하였는데, 이를 통해 웰스는 찰스 디킨스를 잇는 훌륭한 계승자라고 칭송받게되었다. 차차 사회를 개선하기 위한 의견을 제시하였으며, 국경이 없는 세계 국가를 만들어 민족간의 싸움을 없애자고 하였다. 1905년 〈근대 유토피아〉 이래 문명 비평에 관심을 가져 '페이비언 협회'에 가입하였다. 저서로 《세계 문화사 대계》, 《생명의 과학》등이 있다. 그는 제1차 세계 대전이 끝난 직후 오늘날에는 1차 세계 대전을 폄하하는 의미로 쓰이는 모든 전쟁을 끝내기 위한 전쟁도 출판하였다.

## 문학적 영향
과학소설 평론가인 존 클루트(John Clute)는 웰스를 "여태까지 과학소설 분야가 접해보지 못했던 가장 중요한 작가"라고 설명하며, 그의 작품은 영미과학소설계의 중심이 되어왔다고 평가했다.
웰스의 작품은 영국에서 "Scientific Romance"장르가 형성되게끔 한 주축이 되었으며, 그런 점에서 올라프 스테이플던(Olaf Stapledon), J.D. 베어스포(J. D. Beresfor), S. 파울러 라이트(S. Fowler Wright)와 같은 다른 작가들도 큰 영향을 받았다.
미국에서 휴고 건스백은 웰스의 작품들이 "자기 의식적인 새로운 장르에 핵심적이고 중요한 집필"이 되었다는 점에서 잡지 Amazing Stories에 재발간 하였다. 아이작 아시모프, 프랭크 허버트, 어슐러 르귄과 같은 미국후기 작가들도 웰스의 작품에 영향을 받은 것으로 생각된다.

## 저서
- 우주 전쟁 (소설)
- 타임머신 (소설)
- 투명인간 (소설)

## 기타
1920년대 초 워싱턴 군축회의에 관한 일련의 신문 기사를 쓰기 위해 H. G. 웰즈가 워싱턴에 와 있었는데 이승만은 그를 초대하여 면담할 기회를 가졌었다. 이 면담의 기회를 이용해서 웰즈는 인류는 세계 정부를 수립해야 비로소 자멸을 면할 수 있다는 주장을 열렬하게 토로했다. 웰즈는 극동 정세에 관한 견해와 세계 평화의 한 부분으로서 동양의 평화를 유지하기 위해서는 한국의 독립이라는 역할이 없으면 불가피하다는 이승만의 설명을 진심으로 받아들이고 공감하였다. 이승만은 이 때 웰즈가 다른 여타 정치가들보다 국제 관계에 정통하고 있음에 놀라게 된다.

## 같이 보기
- 《타임머신》
- 영어 위키문헌에 이 글과 관련된 원문이 있습니다. (영문) H.G. 웰스의 작품들

## 참고 자료
- 이 문서에는 다음커뮤니케이션(현 카카오)에서 GFDL 또는 CC-SA 라이선스로 배포한 글로벌 세계대백과사전의 내용을 기초로 작성된 글이 포함되어 있습니다.